# Barrakuda atlantycka
Barrakuda atlantycka (Sphyraena viridensis) – gatunek drapieżnej ryby morskiej z rodziny barrakudowatych (Sphyraenidae). Jest poławiana gospodarczo na niewielką skalę.

## Występowanie
Barrakuda (pisane też "barakuda") atlantycka występuje w wodach pelagialnych i przybrzeżnych w środkowej części wschodniego Oceanu Atlantyckiego (wybrzeża Senegalu, Wyspy Zielonego Przylądka, Wyspy Kanaryjskie). Obserwowano ją w pobliżu Balearów, Sardynii, u wybrzeży Włoch oraz we wschodniej części Morza Śródziemnego – u wybrzeży Libanu i Izraela. Północna granica zasięgu prawdopodobnie przebiega przez Azory. Dokładny zasięg występowania i liczebność tego gatunku nie są znane, ponieważ w większości publikacji barrakuda atlantycka nie jest odróżniana od bardzo podobnej barrakudy europejskiej (Sphyraena sphyraena), z którą jest blisko spokrewniona i często mylona. Na dodatek zasięgi występowania obydwu gatunków częściowo się pokrywają.

## Morfologia
Ciało tej drapieżnej ryby jest silnie wydłużone, smukłe, o kształcie przystosowanym do pływania z dużą prędkością. Ubarwienie grzbietu dorosłych osobników jest ciemnoszare do niebieskawego, z licznymi ciemnymi, pionowo ułożonymi pasami przecinającymi linię boczną, sięgającymi do połowy każdego z boków. Spód ciała ma srebrzyste zabarwienie.

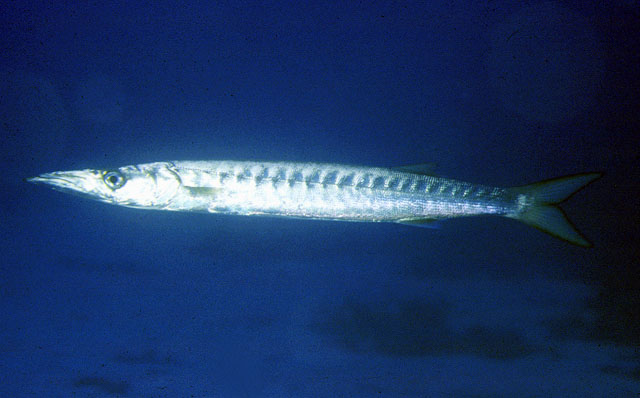
Sphyraena viridensis

Długi pysk z dolną szczęką wysuniętą do przodu (prognatyczną), uzbrojoną w dwa rzędy zębów przypominających kły. Na przedpokrywie (preoperculum) brak łusek, co jest jedną z cech odróżniających ten gatunek od S. sphyraena. Płetwy brzuszne barrakudy atlantyckiej są położone bliżej głowy niż początek płetwy grzbietowej. 
Przeciętna, całkowita długość (TL) ciała barrakudy atlantyckiej mieści się w przedziale 55–120 cm, maksymalnie osiąga 128 cm (FL), a według niektórych autorów spotykane są osobniki o długości sięgającej 3 m. Maksymalna odnotowana masa ciała tej ryby wynosi 8,2 kg.

## Biologia i ekologia
Tryb życia, zachowania oraz preferencje pokarmowe tej ryby do niedawna pozostawały słabo poznane. Dokładniejsze badania tego gatunku podjęto dopiero pod koniec lat 90. XX wieku. 
Latem obserwowano ją pływającą w dużych zgrupowaniach w pasie wody od powierzchni do głębokości 30 m, a zimą w małych grupach złożonych z młodych osobników lub pojedynczo pływających dużych okazów. Badania zawartości żołądków osobników złowionych w pobliżu Azorów wskazywały, że podstawowym pokarmem barrakudy atlantyckiej są ryby, w tym głównie młode ostroboki czarne (Trachurus picturatus). W czasie polowań obserwowane barrakudy wykazywały różnorodne taktyki łowieckie. Atakowały pojedynczo lub grupami, zarówno na samotnie pływające ryby, ich ławice, jak i na wiele ofiar jednocześnie. Największą skuteczność polowań stwierdzano, gdy grupa kilku osobników (stado) atakowała samotną ofiarę. 
U S. viridensis nie stwierdzono zachowań terytorialnych. Biologia rozrodu tego gatunku nie jest znana.
Młode barrakudy są zjadane przez inne gatunki drapieżnych ryb, m.in. przez jaszczurnika atlantyckiego (Synodus saurus).